# Фрэнкс, Томми
Томми Рэй Фрэнкс (англ. Tommy Ray Franks; род. 17 июня 1945) — американский генерал, главнокомандующий коалиционными силами на первом этапе Иракской войны.
Родился в фермерской семье в городке Уинневуд в Оклахоме. Офицерское звание получил в 1967. Воевал во Вьетнаме, где получил осколочное ранение ноги. В 1973 году Фрэнкс принял под командование батарею в размещенном в ФРГ 2-м бронекавалерийском полку. В 1991 году Фрэнкс участвовал в войне в Персидском заливе в качестве замкомандира 1-й кавалерийской дивизии США.
В 2000—2003 годах возглавлял Центральное командование вооружённых сил США. Находясь на этой должности, отвечал за планирование и реализацию военной операции в Афганистане (2001) и вторжения в Ирак (2003).